# Coşkun Özgünel
Coşkun Özgünel (* 1941 in Erzincan; † 26. August 2024 in Ankara) ist ein türkischer Klassischer Archäologe.

## Leben
Coşkun Özgünel wuchs in Ankara auf, wo er die Schule besuchte und Archäologie bei Ekrem Akurgal an der Universität Ankara studierte. 1966 wurde er dessen Assistent. Er nahm an Akurgals Ausgrabungen in Pitane/Çandarlı, Phokaia/Foça, Alt-Smyrna/Bayraklı und Erythrai/Çeşme Ildır teil. Im Oktober 1972 wurde er mit einer Arbeit zur ostionischen geometrischen Keramik von Alt-Smyrna bei Ekrem Akurgal promoviert, 1979 mit einer Arbeit zur mykenischen Keramik in Anatolien habilitiert und Dozent an der Universität Ankara. Von 1989 bis zu seinem Ruhestand lehrte er dort als Professor.
Von 1980 bis 2019 leitete er die Ausgrabungen im Heiligtum des Apollon Smintheus in Chryse in der Troas. Ab 1999 leitete er auch Ausgrabungen in Salamis im türkisch besetzten Teil von Zypern.

## Veröffentlichungen (Auswahl)
- Karia Geometrik Seramiği 1. Türk Tarih Kurumu Basımevi, Ankara 1979.
- Mykenische Keramik in Anatolien (= Asia Minor Studien. Bd. 23). Habelt, Bonn 1996, ISBN 3-7749-2782-0.
- Smintheion. Troas'da Kutsal bir Alan, Gülpınar'daki Apollon Smintheus Tapınağı. T. C. Kültür Bakanlığı, Anıtlar ve Müzeler Genel Müdürlüğü, Ankara 2001, ISBN 975-17-2789-8.
- Karia Geometrik Seramiği. Homer Kitabevi, Istanbul 2006, ISBN 978-975-8293-85-8.
- Anadolu'da Miken Seramiği (= Anatolia Supplement Series. Band II.1). Ankara Üniversitesi, Ankara 2013.
- (Hrsg.): Smintheion. In Search of Apollo Smintheus. Ege Yayınları, Istanbul 2015, ISBN 978-605-4701-80-3.